# Ensemble discret
Pour les articles homonymes, voir Discret.
En mathématiques, plus précisément en topologie, un ensemble discret est un sous-ensemble d'un espace topologique sur lequel la topologie induite est la topologie discrète.

## Traduction
Un sous-ensemble D d'un espace topologique E est discret si pour tout x de D, il existe un voisinage de x dans E ne contenant aucun autre élément de D que x.

## Exemples et contre-exemples
- Les sous-ensembles discrets d'un espace topologique quelconque ne sont pas toujours dénombrables.
- Les sous-ensembles discrets de l'ensemble R des nombres réels (muni de sa topologie usuelle) le sont.
- L'ensemble des rationnels est dénombrable, mais pas discret dans R.
- L'exemple typique d'un ensemble de réels discret infini et borné est celui des 1/n pour tout entier n non nul.

## Emploi
Cette notion est utilisée par exemple en optimisation combinatoire pour désigner des ensembles finis ou des ensembles qui ont « essentiellement la même nature que » l'ensemble des entiers naturels, c'est-à-dire les ensembles qui sont en bijection avec celui-ci[réf. souhaitée]. Toutefois, R peut être muni de la topologie discrète mais n'est pas en bijection avec N.